# Буднік Євген Віталійович
Євген Віталійович Буднік (4 вересня 1990, Луцьк) — український футболіст, нападник грецького клубу «Астерас Влахіоті».

## Клубна кар'єра
Народився 4 вересня 1990 року в Луцьку в родині військового. Коли Євгену було п'ять місяців родина переїхала до Харкова, де Буднік і розпочав футбольні навчання у місцевому ДЮСШ-16, а згодом у школі «Арсенала».
2007 року почав залучатися до складу основної команди харківських «канонірів», який виступав у другій лізі.

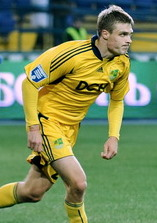
Євген Буднік в матчі з «Чорноморцем», в якому він забив свій перший гол за «Металіст» і вирішив долю матчу (1:0). 15 жовтня 2011 року

Дебютував у матчах другої ліги чемпіонату України 29 липня 2007 року у грі проти донецького «Олімпіка», який закінчився з рахунком 1:0 на користь харків'ян.
На початку 2009 року підписав контракт з іншим харківським клубом — «Металістом», який виступав у Прем'єр-лізі. Щоправда, у новій команді виступав за молодіжний склад, де став найкращим бомбардиром молодіжної першості України сезону 2010/11 з 13 забитими м'ячами (2 з пенальті). У Прем'єр-лізі дебютував лише 15 жовтня 2011 року в грі проти одеського «Чорноморця», вийшовши зі стартових хвилин. В тому матчі Буднік забив єдиний вирішальний гол команди наприкінці першого тайму і на 77 хвилині був замінений на Олега Шелаєва.
У січні 2012 року він був відданий в оренду до кінця сезону в «Ворсклу», за яку зіграв у семи матчах. Після завершення оренди полтавська команда повністю викупила трансфер футболіста. Поки «Ворсклу» очолював Сергій Свистун, то Буднік був одним з основних гравців команди та забив вісім м'ячів за сезон. Проте після приходу нового тренера Василя Сачка Буднік став рідко виходити на поле і захотів щось поміняти.
У січні 2014 року був відданий в оренду до кінця року в чеський «Слован», де до кінця сезону зіграв в 11 матчах чемпіонату, після чого перестав залучатися до матчів основи, проте залишився в команді до кінця року. Також в «Словані» грав інший українець — Сергій Рибалка.
На початку 2015 року повернувся у «Ворсклу», проте знову прибитись до основи не зумів, зігравши до кінця сезону лише в двох матчах чемпіонату.
Улітку 2015 року Буднік поїхав на перегляд в донецький «Металург». Проте тоді ж «Металург» оголосив себе банкрутом і вакантне місце в Прем'єр-лізі України посіла дніпродзержинська «Сталь», куди і перейшов Євген Будник на правах оренди, взявши собі 11 номер. У складі нової команди дебютував у грі першого туру чемпіонату України 2015/16 проти київського «Динамо», Буднік вийшов на 72 хвилині замість Володимира Гоменюка, а «Сталь» у підсумку програла з рахунком (1:2). У червні 2016 року залишив кам'янський клуб.
З липня по листопад 2016 року на умовах оренди виступав у складі мінського «Динамо».
У лютому 2017 року Євген на правах вільного агента перейшов до австрійського клубу «Капфенберг», що виступає у Першій лізі Австрії.

## Виступи за збірні
Викликався до лав молодіжної збірної команди, у складі якої одного разу виходив на поле в офіційних матчах.